# Tonya Harding
Tonya Harding (Portland, 1970. november 12. –) világbajnoki ezüstérmes amerikai műkorcsolyázónő, aki az 1992-es téli olimpián negyedik helyen végzett, 1994-ben pedig nyolcadik volt. A sporton kívül akkor szerzett nemzetközi ismertséget, amikor az 1994-es olimpia előtt négy héttel exférje támadást szervezett a rivális korcsolyázó Nancy Karrigan ellen, akinek súlyosan megsérült a térde a támadás során. Ennek ellenére Kerrigan mégis elindult a versenyen, és Hardingnál sokkal jobb eredményt ért el: ezüstérmet szerzett.
A támadás nyomozása során azzal vádolták, hogy ő is részt vett annak előkészítésénben, végül egyezséget kötött, és a nyomozás akadályozásában vallotta magát bűnösnek, amivel elkerülte a börtönbüntetést. A korcsolyaszövetség egész életére eltiltotta a versenyzéstől, és korábbi nemzeti bajnoki címétől is megfosztotta. A kétezres évek elején néhány évig bokszversenyeken szerepelt.
Pályafutásáról szól a 2017-es Én, Tonya című film, amelyben Margot Robbie játssza Hardingot.